# تیلمن توماس
تیلمن توماس (انگلیسی: Tillman Thomas؛ زادهٔ ۱۳ ژوئن ۱۹۴۷) یک سیاست‌مدار اهل گرنادا است.